# Baron Waltham
Baron Waltham, of Philipstown in the King’s County, war ein erblicher britischer Adelstitel in der Peerage of Ireland.
Der Titel wurde am 22. Juni 1762 für den britischen Unterhausabgeordneten John Olmius geschaffen. Der Titel erlosch beim Tod von dessen Sohn, dem 2. Baron, der am 10. Februar 1787 ohne männliche Nachkommen starb.
Familiensitz der Barons war New Hall bei Boreham in Essex.

## Liste der Barons Waltham (1762)
- John Olmius, 1. Baron Waltham (1711–1762)
- Drigue Olmius, 2. Baron Waltham (1746–1787)